# Antonio Aldini
Pour les articles homonymes, voir Aldini.
Antonio Aldini (né le 27 novembre 1755 à Bologne et mort le 30 septembre 1826  à  Pavie) est un juriste et un homme politique italien de la seconde moitié du XVIIIe et du début du XIXe siècle.

## Biographie
Antonio Aldini est le fils de  Giuseppe et Caterina Gallonai. Après ses études, il devient professeur de droit à l'université de Bologne, de nombreuses charges lui sont confiées pendant la République cisalpine, la république italienne et le royaume d'Italie. Napoléon l'apprécie et favorise ses nominations au sein des gouvernements.
Après l'échec de la conspiration du 14 novembre 1794, les chefs jacobins Luigi Zamboni et Giovan Battista De Rolandis sont arrêtés et torturés. Alors que Zamboni meurt en prison, Antonio Aldini assume la défense de De Rolandis, dans une désespérée et inutile tentative de lui sauver la vie. Malgré l'importance l'engagement d'Aldini, le patriote d'Asti est condamné à mort et pendu à Bologne le 27 avril 1796.
Le 18 octobre 1796 lors de la constitution de la  confédération cisalpine à Modène, Antonio Aldini est désigné comme son premier président. Il est à la tête des 100 parlementaires de la République cisalpine qui le 7 janvier 1797 approuvent le choix du drapeau tricolore comme drapeau du nouvel État.
En 1800, après le retour des Français en Italie et la renaissance de la république cisalpine, il occupe différentes responsabilités au gouvernement.
Il se trouve à Paris, pour discuter de la future constitution et prend part à la consulte de Lyon. Il refuse la nomination à la tête de la république italienne dans laquelle il sera un membre du corps législatif. En 1805 il est ministre-secrétaire d'État du royaume d'Italie.
Il sera nommé comte du Royaume (lettres patentes du 12 avril 1809), trésorier (16 février 1805) et grand dignitaire (20 février) et de l'Ordre de la Couronne de Fer.
Il est le conseiller privé de Napoléon Ier pour l'aménagement des États italiens.
Il est délégué au congrès de Vienne

## Le palais Aldini àBologne
Dans le courant de 1798, Aldini réaménage le palais familial de Bologne qui appartenait au XVIe siècle à la famille Riario-Sforza. De nombreux artistes, Serafino Barozzi, Antonio Basoli, Vincenzo Martinelli, Pelagio Palagi, Francesco Santini furent utilisés pour les travaux.

## Publications
- Le arti poemetto per le felicissime nozze del nobile uomo signor conte Camillo Malvezzi colla nobile donna signora contessa Teresa Legnani al nobile ed eccelso signor senatore co. Girolamo Legnani Ferri, In Bologna, Nella Stamperia di S. Tommaso d'Aquino, 1772;
- Allegazione di fatto, e di ragione per li signori coeredi Agazzani contro sua eccellenza il sig. conte Filippo Giuseppe Marchisio, ed il sig. dottore Anton-Maria Goldoni nella causa di pretesa simulazione nell'appalto delle ducali finanze pendente avanti l'illustrissimo supremo consiglio di giustizia, In Modena, per gli eredi di Bartolomeo Soliani stampatori ducali, 1792;
- Rappresentanza stata fatta dalli cittadini Serbelloni, ed Aldini deputati straordinari del governo cisalpino al primo console della Repubblica francese aggiuntavi una lettera del cittadino Vincenzo Frignani modonese diretta ai medesimi deputati, Senza note tipografiche, 1802?
- Discorso pronunciato in Milano li 19 maggio 1805. a S.M.I. e R. Napoleone 1. dal sig. consigliere avvocato Antonio Aldini qual presidente del Collegio elettorale de' possidenti nella circostanza dell'inaugurazione al trono d'Italia di S.M., 1805?
- Osservazioni sul discorso pubblicato per le stampe Marsigli di Bologna col titolo Delle risaje e de' pessimi loro effetti. Vi ha nel fine il predetto discorso, Forli, tipografia Casali, 1815, per l'attribuzione ad Antonio Aldini, cfr. Melzi, G. Anonime e pseudonime, v. 2., p. 297;
- Un testamento inedito di Antonio Aldini, a cura di Nadia Penserini, Bologna, Azzoguidi, 1965, estratto da: "Bollettino del Museo del Risorgimento", anno 8., 1963;

### Lettres et correspondances
- Francesco Giannetto, Le influenze mediterranee del Regno italico napoleonico secondo il carteggio Aldini, Messina, Tipografia Samperi, 1963, estratto da: "Annuario per l'anno scolastico 1962-1963 dell'Istituto Tecnico Statale Commerciale e per Geometri Patti", Messina, 1963;

### Documents Aldini
- Un fonds de documents appartenant à Antonio Aldini est conservé auprès de la bibliothèque de sciences historique de l'université de Bologne.

## Source de la traduction
- (it) Cet article est partiellement ou en totalité issu de l’article de Wikipédia en italien intitulé « Antonio Aldini » (voir la liste des auteurs).